# Kitui
Kitui är huvudort i distriktet Kitui i provinsen Östprovinsen i Kenya. År 1999 hade staden 13 244 invånare.